# Rosine Luguet
Pour les articles homonymes, voir Luguet.
Rosine Luguet est une actrice française, née le 19 mai 1921 dans le 9e arrondissement de Paris et morte le 25 avril 1981 à Pontoise (Val-d'Oise).

## Biographie

### Jeunesse et études
Rosine Allioux-Luguet naît le 19 mai 1921 dans le 9e arrondissement de Paris.  Issue d'une famille d'artistes, elle est la fille de l'acteur André Luguet (1892-1979) et d'Yvette-Renée Hénin. Elle étudie au lycée Victor-Duruy.

### Carrière
Au théâtre, elle participe en 1949 à la création de la troupe des Branquignols de Robert Dhéry et Colette Brosset. Elle joue également au côté de son père dans Lorsque l'enfant paraît d'André Roussin en 1965.

### Mort
Elle meurt à 59 ans le 25 avril 1981 à Pontoise (Val-d'Oise).

### Vie privée
Rosine Luguet épouse le 21 juillet 1943 à Paris (7e) Philippe Boyard, inspecteur au Commissariat général à la main d’œuvre française en Allemagne, dont elle divorce le 10 avril 1951.

## Théâtre
- 1945 : N'importe comment ! (Le Spectacle des Alliés) de Noël Coward, mise en scène Jean Wall, théâtre Pigalle
- 1946 : Jeux d'esprits de Noël Coward, mise en scène Pierre Dux, théâtre de la Madeleine
- 1948 : Les Branquignols de Robert Dhéry et Francis Blanche, musique Gérard Calvi, théâtre La Bruyère
- 1956 : La Plume de Pierre Barillet et Jean-Pierre Gredy, mise en scène Jean Wall, théâtre Daunou
- 1957 : L'École des cocottes de Paul Armont et Marcel Gerbidon, mise en scène Jacques Charon, théâtre Hébertot puis théâtre des Célestins
- 1958-1959 : Le Pain des jules d'Ange Bastiani, mise en scène Jean Le Poulain, théâtre des Arts
- 1962 : Mon Faust de Paul Valéry, mise en scène Pierre Franck, théâtre de l'Œuvre
- 1963 : L'École des femmes de Molière, mise en scène Pierre Dux, théâtre des Célestins
- 1965 : Les Filles de Jean Marsan, mise en scène Jean Le Poulain, théâtre Édouard-VII
- 1965 : Lorsque l'enfant paraît d'André Roussin, mise en scène de l'auteur, théâtre des Célestins puis au théâtre Saint-Georges en 1967
- 1967 : Baby Hamilton de Maurice Braddell et Anita Hart, mise en scène Christian-Gérard, théâtre de la Porte-Saint-Martin
- 1967 : Saint-Dupont de Marcel Mithois, mise en scène Jean-Pierre Grenier, théâtre de la Renaissance
- 1969 : Tartuffe de Molière, mise en scène Bernard Jenny, théâtre du Vieux-Colombier

## Filmographie

### Cinéma
- 1939 : Jeunes Filles en détresse de Georg Wilhelm Pabst
- 1941 : Premier Rendez-vous d'Henri Decoin
- 1942 : Annette et la Dame blonde de Jean Dréville
- 1942 : Le Bienfaiteur de Henri Decoin
- 1942 : Des jeunes filles dans la nuit de René Le Hénaff
- 1942 : Signé illisible de Christian Chamborant
- 1943 : Mon amour est près de toi de Richard Pottier
- 1943 : Vingt-cinq ans de bonheur de René Jayet
- 1944 : Falbalas de Jacques Becker
- 1946 : La Symphonie pastorale de Jean Delannoy
- 1949 : Branquignol de Robert Dhéry
- 1949 : La Patronne de Robert Dhéry
- 1953 : Le Père de Mademoiselle de Marcel L'Herbier
- 1954 : Ah ! les belles bacchantes de Jean Loubignac
- 1965 : Mademoiselle de Tony Richardson

### Télévision
- 1967 : Au théâtre ce soir : Lorsque l'enfant paraît d'André Roussin, mise en scène de l'auteur, réalisation Pierre Sabbagh, théâtre Marigny
- 1968 : Au théâtre ce soir : Baby Hamilton de Maurice Braddell et Anita Hart, mise en scène Christian-Gérard, réalisation Pierre Sabbagh, théâtre Marigny
- 1968 : Les Compagnons de Baal de Pierre Prévert : La concierge